# Robertsia weibleni
Robertsia weibleni är en stekelart som beskrevs av Van Noort och Jean-Yves Rasplus 2005. Robertsia weibleni ingår i släktet Robertsia och familjen fikonsteklar.
Artens utbredningsområde är Papua Nya Guinea. Inga underarter finns listade i Catalogue of Life.